# Яструбщина
Ястру́бщина — село в Україні, у Есманьській селищній громаді Шосткинського району Сумської області. Розташоване на правому березі річки Локні, за 27 км на схід від міста Глухова. Населення станом на 2001 рік становило 307 осіб. Колишній орган місцевого самоврядування — Яструбщинська сільська рада.

## Географія
Село Яструбщина знаходиться на правому березі річки Локня, вище за течією на відстані 1,5 км розташоване село Уланове.

## Історія
Село відоме з XVIII століття. Поблизу Яструбщини знайдено городище сіверян.
У 1859 році у казенному, козацькому та власницькому селі Глухівського повіту Чернігівської губернії налічувалось 69 дворів, мешкало 692 особи (334 чоловічої статі та 358 — жіночої), була православна церква.
Станом на 1885 рік у колишньому державному селі Улановської волості мешкало 863 особи, налічувалось 136 дворових господарств, існувала православна церква, 4 вітрові млини, крупорушка.
За переписом 1897 року кількість мешканців зросла до 1093 осіб (548 чоловічої статі та 545 — жіночої), всі православної віри.
| 1859 | 1885 | 1897  | 2001 |
| ---- | ---- | ----- | ---- |
| 692  | ▲863 | ▲1093 | ▼307 |

З 1917 — у складі УНР, з квітня 1918 — у складі Української Держави Гетьмана Павла Скоропадського. З 1921 тут панує стабільний окупаційний режим комуністів, якому чинили опір місцеві мешканці. 1941 визволене від комуністів, а 1943 знову ними окуповане. З 1991 у складі Держави Україна. Декомунізація проведена частково. 
12 червня 2020 року, відповідно до розпорядження Кабінету Міністрів України № 723-р «Про визначення адміністративних центрів та затвердження територій територіальних громад Сумської області», село увійшло до складу Есманьської селищної громади. 
19 липня 2020 року, в результаті адміністративно-територіальної реформи та ліквідації Глухівського району, село увійшло до складу новоутвореного Шосткинського району.
17 грудня 2023 року російські окупанти обстріляли село. Зафіксовано три приходи, ймовірно міномет 120 мм. 
24 червня 2024 року за інформацією ОК «Північ» населений пункт зазнав обстрілів з боку російського агресора. Зафіксовано 6 вибухів, ймовірно танк.  

## Населення

### Мова
Розподіл населення за рідною мовою за даними перепису 2001 року:
| Мова            | Кількість | Відсоток |
| --------------- | --------- | -------- |
| українська      | 291       | 94.79%   |
| російська       | 14        | 4.56%    |
| інші/не вказали | 2         | 0.65%    |
| Усього          | 307       | 100%     |